# Ufológia
Az ufológia az UFO (azonosítatlan repülő tárgy angol eredetű rövidítése) és a görög eredetű logosz elemekből összetett, eredetileg angolszász eredetű ufology kifejezés magyarítása, mely azokat a tevékenységeket foglalja össze, melyek a különféle UFO-megfigyelésekkel, ezek dokumentálásával, magyarázatával, illetve cáfolatával foglalkoznak, valamint az ezzel kedvtelésből foglalkozóknak egyesületek keretében, illetve előadások és médiamegjelenések (lapok, rádió- és tévéműsorok) segítségével publicitást biztosítanak. 

## Jellemzői
Az ufológia túlnyomórészt a hivatalos tudomány által el nem ismert áltudomány – ugyanakkor a tudományosságra egyébként jellemző érzelemmentességi kritériumoknak nem mindig megfelelő formában cáfolt értelmű – hobbitevékenység, míg az UFO-kutatók jelentős része – ugyancsak gyakran érzelmektől túlfűtötten – a tevékenységet tudománynak tartja. Egyes UFO-hívők megítélése szerint a tudományosság elutasítása valójában az UFO-k létezésének titkolását célozza, amely álláspont viszont semleges megítélés szerint összeesküvés-elméletnek is tekinthető. A hivatalos tudomány részéről is vannak projektek, melyek a dokumentált eseteket vizsgálják, magyarázatot keresve a történtekre. Ez utóbbi összefüggésben a hivatalos tevékenység a rövidítés eredeti, idegen lényekkel kapcsolatos jelentésektől mentes, azonosítatlan repülő(nek látszó) objektumokkal (UFO) foglalkozik, bár ezt a tevékenységet sokan (főleg a hívő művelői) nem sorolják az ufológia tárgykörébe.
Az ufológia hívő művelői feltételezik a földönkívüliek jelenlétét a Földön, bár erre jelenleg semmilyen megbízható tudományos bizonyíték nincsen a természettudományok (fizika, csillagászat, biológia, kémia, földtudományok, stb.) részéről. Az ufókutatás hobbijellege miatt nem felel meg a tudományos módszertan követelményeinek, ugyanakkor hozzájárul olyan megfigyelések globális összegyűjtéséhez és dokumentálásához, melyeknek természettudományos magyarázata a tudományosság számára gyakran kihívást jelent, és nem minden esetben sikerült megnyugtató tudományos magyarázatot adni bizonyos jól dokumentált, illetve az UFO hívők szerint professzionális megfigyelő(k) (pl. katonák, pilóták) által leírt jelenségekre.

## Ellenvélemények
Ám a szkeptikusok szerint az emberek megfigyelése még nem bizonyíték, mindegy hányan látják, és a képzettség sem számít, főleg a pilóták, rendőrök esetében nem. Főleg a rendőrökhöz, katonákhoz és pilótákhoz hasonló gyakorlott megfigyelők vallomásairól újból és újból bebizonyosodik, hogy csapnivaló megfigyelők, főleg ha izgatottak vagy kimerültek. Sok tanulmány szerint a rendőrök és a pilóták még az átlagembernél is sokkal megbízhatatlanabbak. Még J. Allen Hynek a híres UFO kutató is úgy találta hogy a polgári- és katonai pilóták 88%-a félreértelmezi az égen látottakat. Egy másik felmérés szerint pedig a rendőrök 95%-a ad az UFO-król szóló téves jelentést. Ennek az lehet az oka, hogy a rendőrök és pilóták mindig nagyobb kimerültségben és felfokozott éberséggel fürkészik a rájuk leselkedő veszélyeket és az agyuk nagyobb eséllyel képezel be/értelmezi félre az égi jelenségeket.
Ehhez járul még az is, hogy bizonyos titkos katonai projektekkel, kísérletekkel kapcsolatos jelenségeket időnként civil megfigyelőknek is van módjuk észlelni, és az illetékes kormány, illetve katonai vezetés ezekről igen ritkán hajlandó olyan mértékben információt szolgáltatni, ami minden kétséget kizáróan megmagyarázná az észlelt jelenséget. Ez gyakran táptalajt ad a nem konvencionális magyarázatok (így pl. a földönkívüli eredet) feltételezésére.

## Művelőinek tevékenysége
Az egész világon UFO-klubok alakultak az ufológia művelésére, melyekhez szinte bárki csatlakozhat, aki azonos eszmét vall a földönkívüli jelenléttel kapcsolatban – lévén, hogy semmilyen olyan akkreditált végzettség nem létezik a világon, amely ufológusi/ufókutatói címet adományozna – így gyakorlatilag bárki ufológusnak/ufókutatónak tekinthető, aki ezt állítja magáról. Az ufókutatók egy jelentős része hisz a földönkívüliek földi jelenlétében és megpróbálja bizonyítani, sőt tanulmányozni azt. Hazánkban a Magyar Ufókutató Szövetség egy olyan átfogó szervezet, mely több Magyarországi UFO klubot foglal magába.

## Az ufológia a médiában
Az ufológia – gyakran éppen ellentmondásossága, illetve a hívők és a szkeptikusok közötti csatározások miatt – hálás téma a médiában. Szinte minden országban megvannak az érdeklődők igényeinek kielégítésére szolgáló sajtótermékek (leggyakrabban színes magazinok, folyóiratok formájában), és kedvelt témája a rádió-, illetve tévéműsoroknak is. A rendszerváltást követően a Magyar Televízióban Déri János szerkesztésével és műsorvezetésével fémjelzett, akkoriban igen nézett Nulladik típusú találkozások című műsor jelentős részben e témával foglalkozott.

## A kérdés szaktudományos megítélése
A földönkívüli intelligencia kutatásának léteznek tudományos területei is, egyrészről a csillagászat tudománya révén, melyben rádióteleszkópokkal pásztázzák az égboltot, keresve a földönkívüli civilizációk jeleit, ilyen legismertebb program a SETI. A másik ilyen tudományág az asztrobiológia, mely lényegében a csillagközi tér biokémiája. Ezen tudományterületeket nem szokás az ufológia körébe sorolni, mivel nem az UFO-megfigyelésekkel foglalkoznak. A csillagászat és az asztrobiológia területén dolgozó tudósok kifejezetten szembehelyezkednek az ufológusok állításaival, Carl Sagan, amerikai csillagász, asztrobiológus, aki több űrmisszió előkészítésében és tervezésében is részt vett, kifejezetten a szíve ügyének tekintette a természettudományok nagyközönség felé való kommunikációját, maga élesen szembe helyezkedett az ufológia és asztrológia áltudományaival, melyeket a műveiben kommunikált a nagyközönség felé. Stephen Hawking, korunk egyik legnagyobb fizikusa is felszólalt a témában a természettudományok mellett és az ufológia ellen tudományos ismeretterjesztő sorozatában, ahol egy külön epizód foglalkozott a földönkívüliekkel, annak tudományos vonatkozásaival.
Hazánkban Kulin György, a Magyar Csillagászati Egyesület alapítója, A távcső világa c. művében fogalmazta meg aggályait az ufológia áltudományával kapcsolatban:
"Sokszor már a hírközlő eszközök, a sajtó és a rádió is hírt adtak állítólagos ismeretlen eredetű repülő testekről -erre utal az UFO angol betűszó-, azt a gyanút keltve, hogy távoli bolygóról jött űrhajók, "csészealjak" röpködnek a Földi légkörben. időnként elcsendesednek, majd ismét felröppennek az ilyen hírek, olykor valóságos tömeghisztériát okozva. Ezért lehet UFO őrületről beszélni. Fel lehetne tenni a kérdést, miért soroljuk a hamis világképek közé az UFO-kban való hitet. Az emberek sok mindent elhisznek, amit hallanak, vagy olvasnak az újságban, a nyomtatott betű iránti bizalom még nem helytelen világnézet. Ez valóban úgy is van! Az USA-ban 40 ezer bejelentést megvizsgáltak, de egyik eset sem bizonyult idegen világból érkező űrhajónak, a bejelentők annak néztek fényes bolygókat, meteorokat, meteorológiai és más rendeltetésű léggömböket, különféle jelzőrakétákat, halójelenségeket. Még egyszer sem észleltek UFO-gyanús objektumot sem csillagászok -akiknek az a foglalkozásuk, hogy állandóan az eget fényképezik-, sem az erre illetékes légvédelmi megfigyelők. A józan emberek, akik ezekről a cáfolatokról értesülnek, tudomásul veszik, hogy ilyen nagy jelentőségű esemény -sajnos- nem történt meg."
A kérdésnek tudományos részről való túlfűtöttségét jól mutatja az alábbi Kulin-idézet:
"Ahol üzleti szellem siet kihasználni a hiszékenységet, UFO-klubokat, -kongresszusokat rendeznek, több száz, sőt, több ezer résztvevővel, folyóiratokat, könyveket adnak ki, tele a legképtelenebb butaságokkal. Az UFO-hívők nem is tartják a tudományt illetékesnek arra, hogy az UFO-k létét vagy nemlétét megállapítsa. A tudósokat elfogultsággal és előítéletekkel vádolják, így az ő szavukat meg sem hallgatják. Az UFO-őrületnek vannak misztikusai is, akikkel ideggyógyászati szakorvosnak kellene foglalkozni. Vannak ugyanis, akik azt híresztelik, hogy telepátia útján kapcsolatban állnak más bolygók értelmes lényeivel. A gondolkodó embereket is megtéveszti, amikor a csészealj hívők korlátoltsággal vádolják a tudósokat, akik nem tudják elképzelni, hogy létezhetnek a Földön kívül olyan más civilizációk is, amelyek többre képesek, mint a földi ember. A tudomány feltételezi más civilizációk létezését olyannyira, hogy gyakorlatilag is foglalkozik a velük való rádió összeköttetés megteremtésével. Sajnos azonban eddig ennek még semmi jele nincsen, pedig a tudósok örülnének ennek a legjobban. " 